# Seegrund
Das Landschaftsschutzgebiet Seegrund wurde vom Landratsamt Karlsruhe am 24. August 1987 durch Verordnung ausgewiesen. Es liegt auf dem Gebiet der Stadt Bretten im Landkreis Karlsruhe in Baden-Württemberg.

## Lage und Beschreibung
Das Gebiet liegt nördlich des Stadtteils Büchig am Neibsheimer Dorfbach. Es reicht von der Ortsverbindungsstraße Büchig-Neibsheim im Süden bis zur Stadtgrenze zu Kraichtal im Norden. Naturräumlich gehört das Gebiet zum Kraichgau.
Das Schutzgebiet wurde zusammen mit den angrenzenden flächenhaften Naturdenkmalen Fürth, Oberer See und Unterm Seedamm ausgewiesen.
Die Landschaft entlang des Neibsheimer Dorfbachs ist vielfältig strukturiert. Waldstücke wechseln sich mit Äckern und Wiesen und Streuobstbeständen ab. Im Gebiet gibt es mehrere Weiher und Feuchtbiotope sowie Feldhecken und Feldgehölze. Eine Kopfweide im Norden des Gebiets wurde als Naturdenkmal ausgewiesen. Umgeben wird es von einer intensiv bewirtschafteten Ackerlandschaft.

## Schutzzweck
Wesentliche Schutzzweck des Landschaftsschutzgebietes ist laut Schutzgebietsverordnung „die Erhaltung 
1. der vorhandenen Ufergehölze, wobei eine Entwicklung zum standortgerechten Bach-Erlen-Eschen-Wald anzustreben ist;
2. der Bachaue als Grundwasseranreicherungsgebiet mit deren Wiesen (Feucht- und Fettwiesen), wobei die Rückwandlung der Äcker der Bachaue in Wiesen anzustreben ist;
3. der vorhandenen Waldbestände, wobei standortgerechte Laubmischwälder langfristig entsprechend der heutigen potentiellen natürlichen Vegetation umzubauen sind;
4. der Streuobstwiesen;
5. der Hecken auf den Böschungen, wobei deren Ergänzung anzustreben ist.“[1]